# Maxence Idesheim
Maxence Idesheim (Quimper, 7 de agosto de 1974) es un deportista francés que compitió en snowboard. Ganó una medalla de plata en el Campeonato Mundial de Snowboard de 1999, en la prueba de eslalon gigante.
Participó en los Juegos Olímpicos de Nagano 1998, ocupando el octavo lugar en el eslalon gigante.

## Medallero internacional
| Campeonato Mundial | Campeonato Mundial       | Campeonato Mundial | Campeonato Mundial |
| Año                | Lugar                    | Medalla            | Competición        |
| ------------------ | ------------------------ | ------------------ | ------------------ |
| 1999               | Berchtesgaden (Alemania) | Medalla de plata   | Eslalon gigante    |